# 烷基间苯二酚

银杏酚，5-[(Z)-十五烷-8-烯基]间苯二酚

DB-2073，2-己基-5-丙基间苯二酚

烷基间苯二酚（英語：或）是指间苯二酚的长链脂肪烃基团取代的衍生物，和烷基酚同属酚脂类化合物，即同时带有长链脂肪烃和芳香酚的化合物，长链取代基的位置通常在间苯二酚的2号位或5号位。